# Passe Navigo

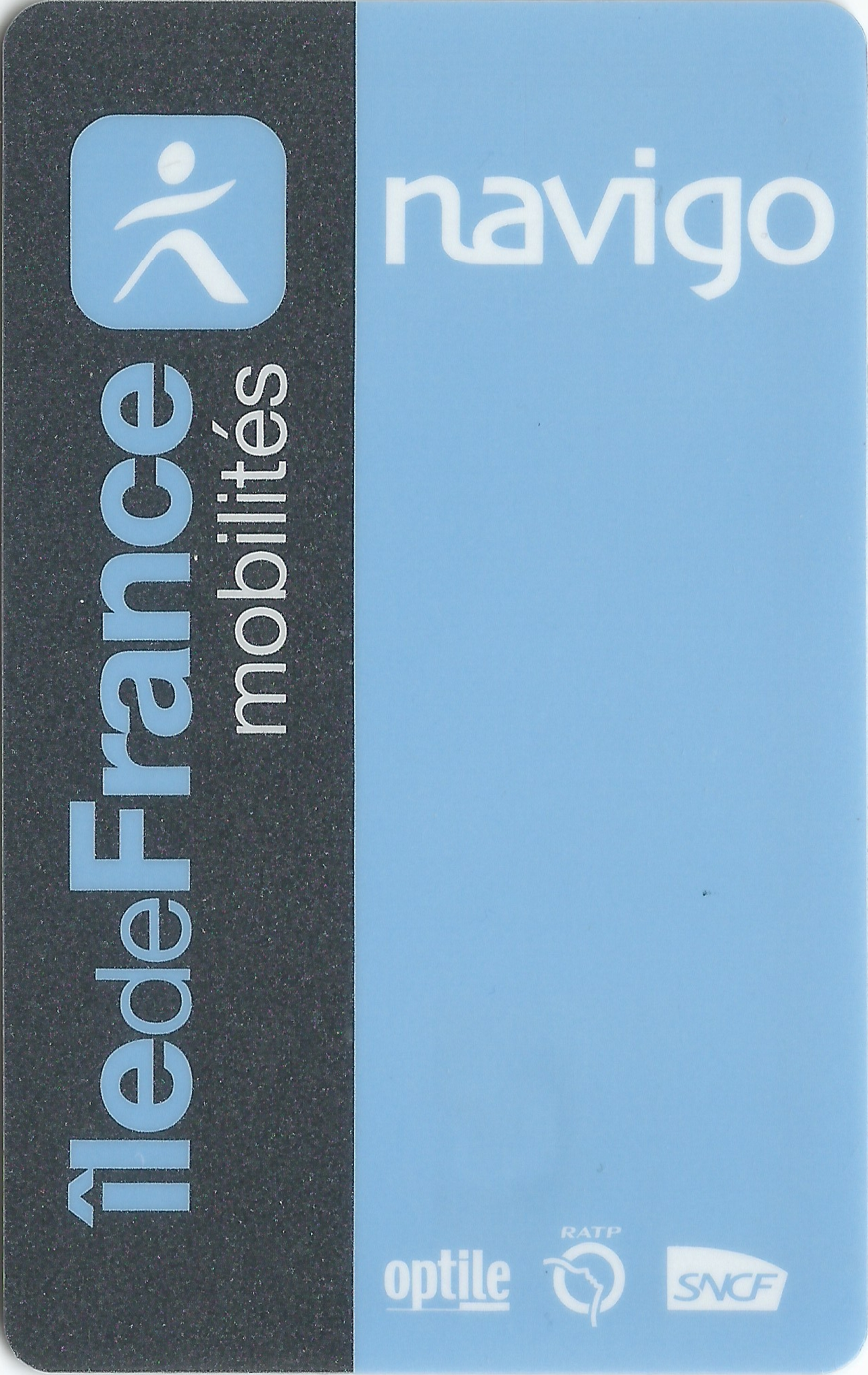
Passe Navigo

Passe Navigo je bezdotyková čipová karta používající technologii RFID, která umožňuje využívat časové předplatné pro hromadnou dopravu v sítích společností RATP, SNCF a Optile v Paříži a okolí. Jejím správcem je svaz STIF, který je rovněž majitelem této obchodní známky. Passe Navigo lze použít rovněž pro platbu v systému půjčoven kol Vélib' nebo k nákupu elektronické jízdenky na vlaky Thalys. Navigo do března 2010 postupně nahradí v regionu Île-de-France dosavadní Carte Orange. Cílem nové karty je nahrazení dosavadního systému předplatného zaznamenaném na magnetické pásce.

## Historie
Karta passe Navigo vznikla v roce 1994 spoluprací RATP se společností Innovatron (kterou vlastní jeden z vynálezců čipové karty Roland Moreno) a jejím výsledkem bylo několik patentů v oblasti bezkontaktní technologie. Následně RATP sama pokračovala ve vývoji této karty a společnost Innovatron prodává licence na využívání technologie vyvinuté původně pro Navigo.

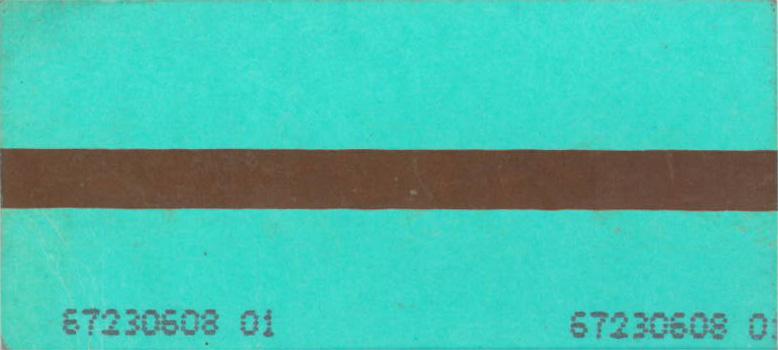
Magnetický pásek na zadní straně staré jízdenky

První uživatelé využívající systému Navigo byli majitelé předplatné průkazky Carte Intégrale v roce 2001. Následovala carte Imagine'R v roce 2002 a poté studentská Imagine'R scolaires. V roce 2004 proběhlo testování passe Navigo namísto Carte Orange registrovaných ve 12. pařížském obvodu. 
V únoru 2005 byl bezkontaktní systém zprovozněn v 1. a 2. zóně (Paříž a přilehlá předměstí) spojením s Carte Orange. V roce 2006 již nebyly prodávány magnetické kupony majitelům systému Navigo a od poloviny května 2006 byly postupně na nový systém převedeny všechny zóny.
Od července 2007 je passe Navigo kompatibilní se systémem půjčoven kol v Paříži Vélib'.
V září 2007 STIF představil novou verzi průkazu Navigo - passe Navigo Découverte, která není určena pouze obyvatelům metropole a navíc splňuje požadavek v oblasti ochrany osobních údajů, neboť umožňuje uživatelům anonymní pohyb v síti MHD.
V květnu 2008 železnice Thalys ve spolupráci se svazem STIF a SNCF spustila experiment s elektronickou jízdenkou do Bruselu, Amsterdamu a Kolína nad Rýnem v systému Navigo.
2. října 2008, STIF oznámil definitivní ukončení Carte Orange, které bylo stanoveno na 1. února 2009. Carte Orange tak přestala existovat po 34 letech.  V následujícím roce do března 2010 bude pouze dobíhat platnost kupónů vydaných pro Carte Orange.
K 11. červnu 2006 bylo vydáno 1 583 000 karet Navigo, o necelý rok později 20. května 2007 to bylo již 2 050 100 a 31. ledna 2009 jich bylo vydáno 4 536 000.

## Druhy karty

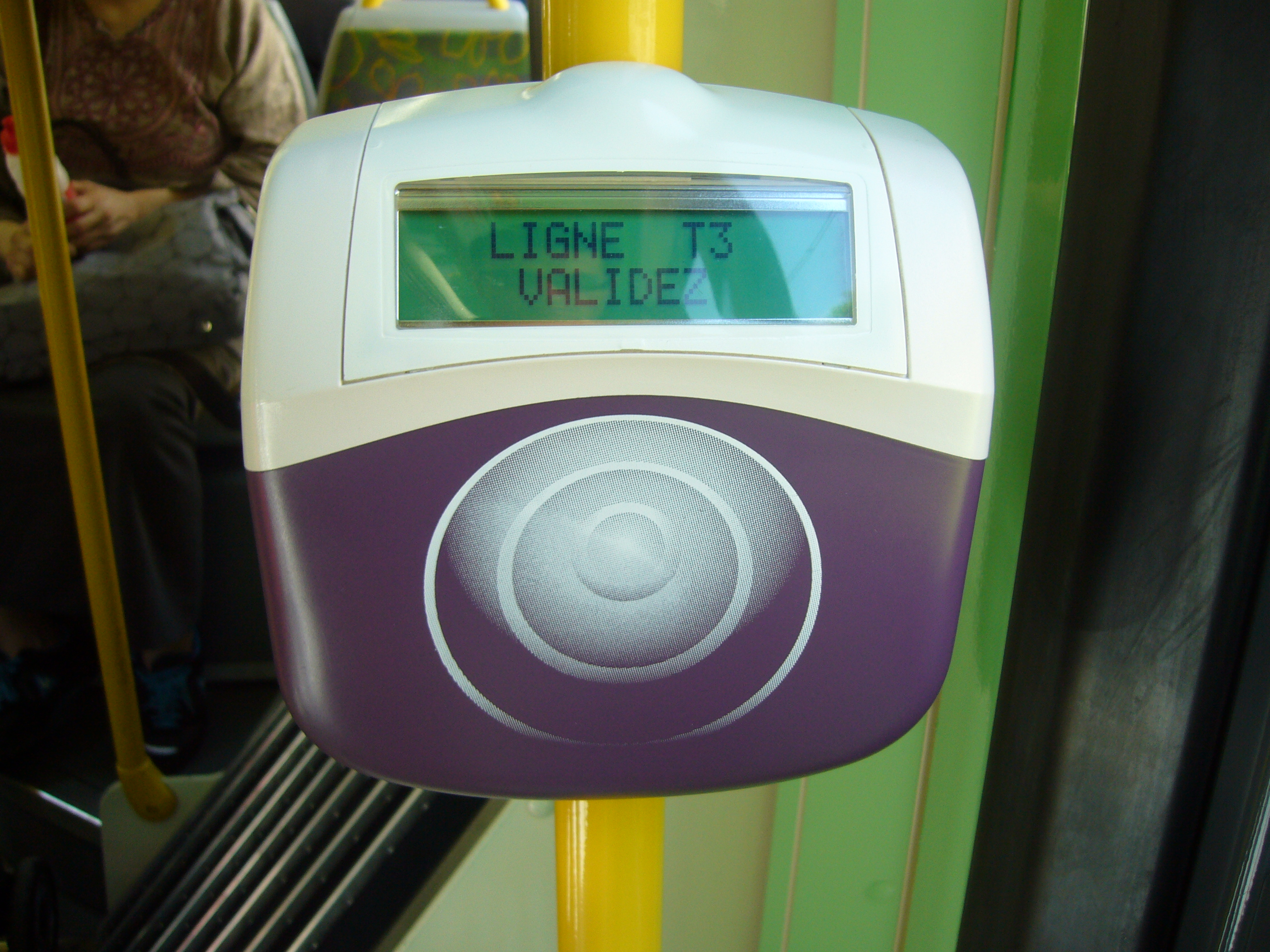
Čtečka ve vozech MHD

Existuje několik typů passe Navigo v závislosti na druhu zvoleného předplatného:
- Passe Navigo Classique je volná jízdenka určená osobám bydlícím nebo pracujícím v regionu Île-de-France. Umožňuje zakoupit týdenní (Navigo semaine) nebo měsíční (Navigo mois) předplatné, tak jak tomu bylo u Carte Orange. Vyrobený passe Navigo je zaslán na adresu uvedenou v žádosti vyplněné u přepážky nebo přes internet. Tato karta je na jméno a s fotografií majitele. První vystavení karty je zdarma, v případě ztráty nebo odcizení se za vystavení nové karty a hesla se platí 8 €.[5]
- Passe Navigo Découverte byl zaveden v září 2006 a je určen pro všechny pasažéry, kteří nepocházejí z regionu. Také tento průkaz umožňuje nabíjení předplatného na týden nebo měsíc. Passe Navigo Découverte je k volnému prodeji u přepážek za 5 € (cena k 1. 9. 2008), aby se vyrovnaly náklady na jeho výrobu. Tato karta byla zřízena na žádost francouzského úřadu na ochranu dat (Commission Nationale de l'Informatique et des Libertés), aby existovala možnost anonymního cestování v systému MHD. Skládá se z tzv. carte nominative - kartičky podobné bývalé Carte Orange, samotné anonymní čipové karty a pouzdra. Ačkoliv je karta anonymní (tj. umožňuje cestování bez záznamu osobních jmen v dopravním systému), musí žadatel připojit své jméno a fotografii na přiloženou carte nominative, aby bylo možné vizuálně identifikovat uživatele při kontrole revizora a ověřit, že číslo carte nominative je stejné jako na čipové kartě. Jedna bez druhé není platná. V případě ztráty nebo odcizení není karta nahrazena a je nutné zakoupit novou i s předplaceným kupónem. Její životnost je deset let.
- Passe Navigo Imagine'R je určen studentům, jeho výhodou je jednak cena a rovněž to, že během víkendů, svátků a o prázdninách je možné kartu používat ve všech pásmech bez ohledu na to, pro kolik je předplacena. Karta je na jméno a obsahuje fotografii majitele.
- Passe Navigo Intégrale se používá pro roční předplatné. Karta je na jméno a obsahuje fotografii majitele.

## Technické parametry

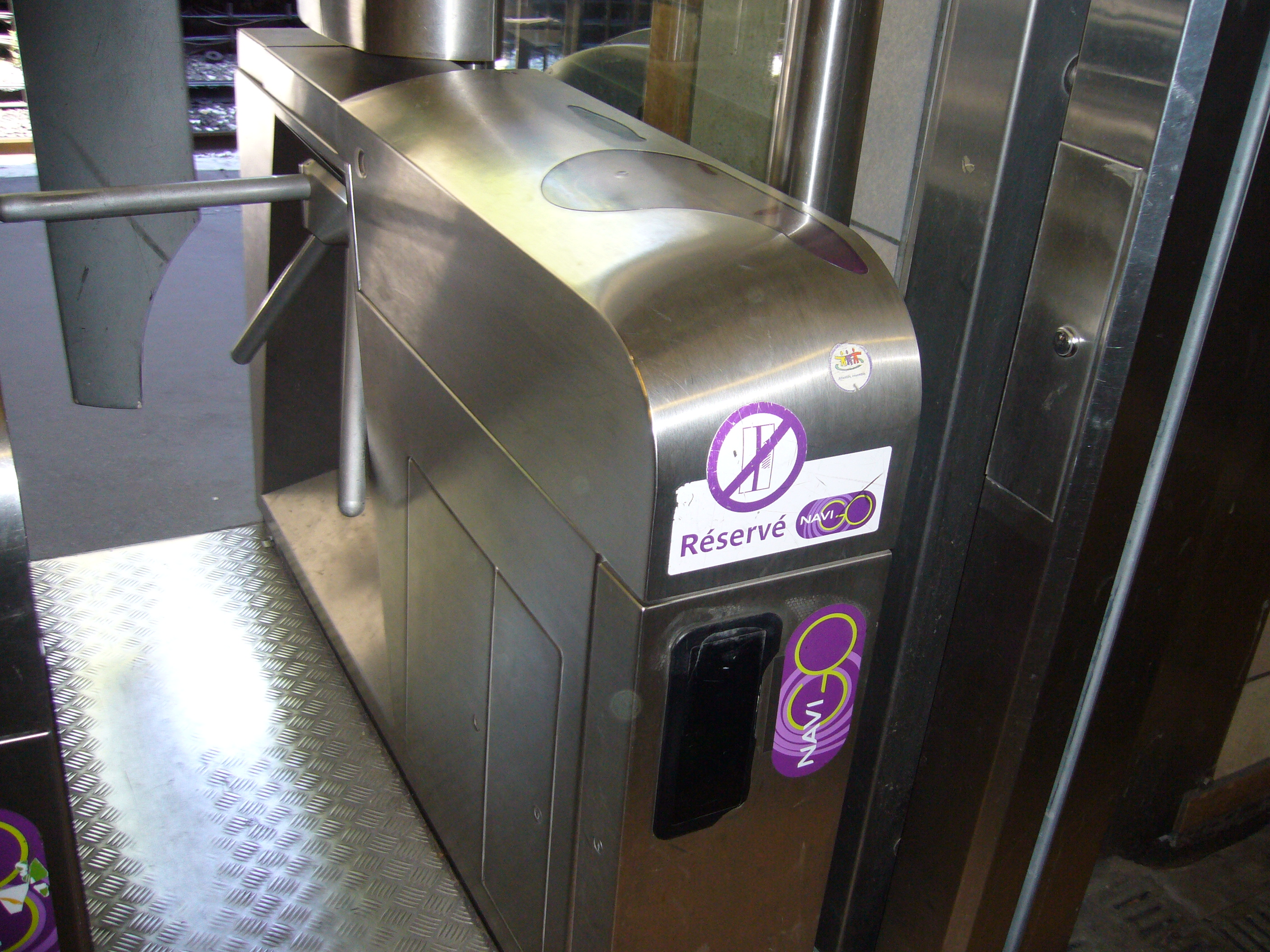
Čtečka v turniketu při vstupu do metra nebo RER

Bezkontaktní passe Navigo je založen na kombinaci dvou technologií:
- čip, jaký je např. na platebních kartách
- rádiový přenos dat systémem RFID

V passe Navigo je zataven čip, který obsahuje veškeré informace týkající se předplatného, stejně jako informace o jeho nositeli (kromě Passe Navigo Découverte) a dále anténa, která komunikuje se čtečkou umístěnou na turniketech a v dopravních prostředcích. Údaje o použití konkrétní karty jsou, s ohledem na boj proti padělatelům, vymazávány až po 48 hodinách. Evidují se pouze statistická data, která slouží k úpravě dopravní sítě pro potřeby cestujících.

## Další vývoj
RATP momentálně testuje ve spolupráci s některými telefonními společnostmi užití mobilního telefonu jako passe Navigo. Ten funguje i v případě, že je telefon vypnutý nebo je vybitá baterie. Předpokládá se, že mobilní telefony by nahradily i jednorázové jízdenky. Dále passe Navigo umožní i jinou dobu předplatného než jen týden, měsíc a rok, např. jeden den nebo čtvrtletí. Také by mohl sloužit jako elektronická peněženka k platbě parkovného.

## Užití karty

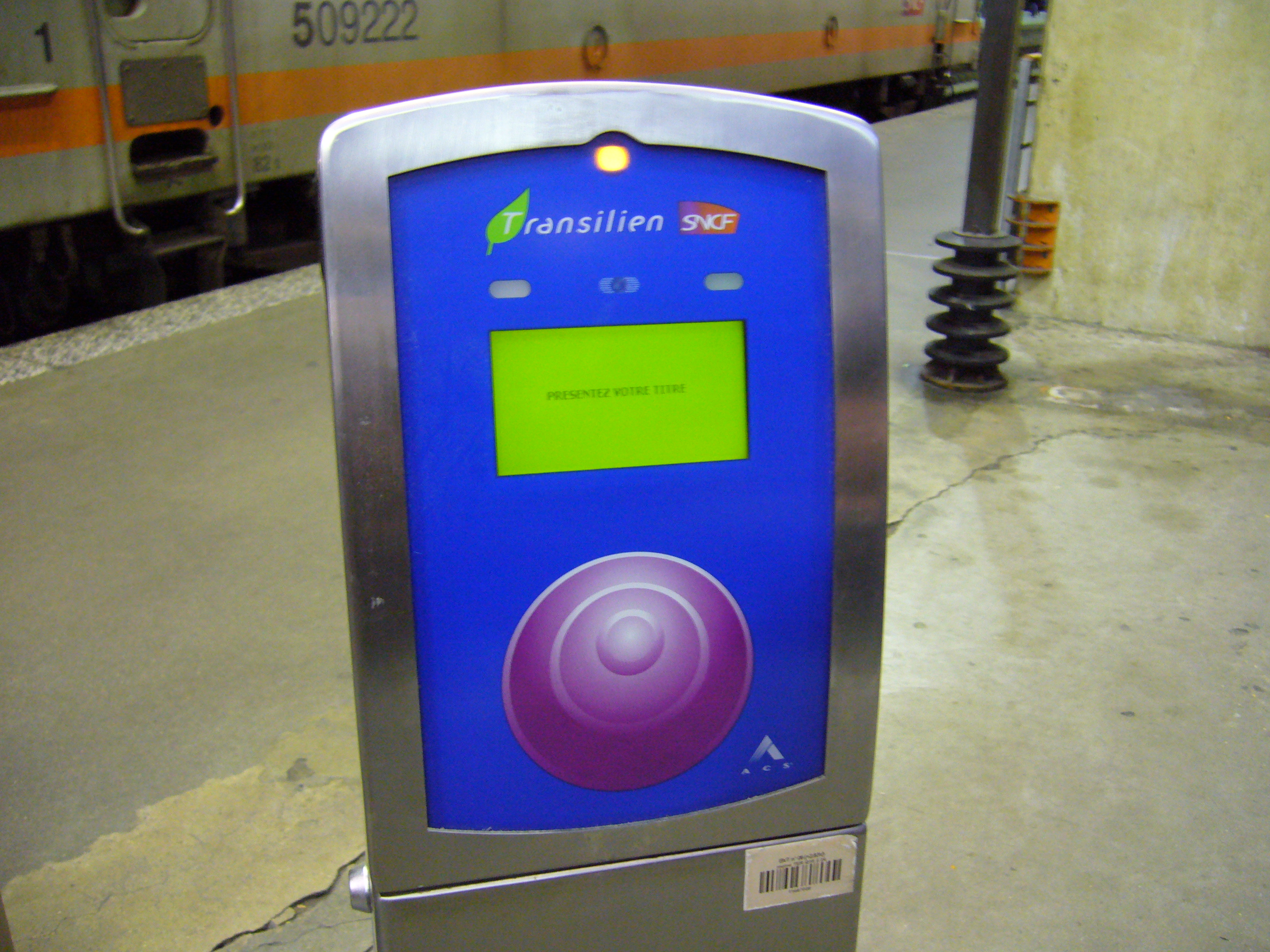
Čtečka na nástupišti vlaků Transilien

Čipová karta se používá pouhým přiložením ke čtečce, může být při tom vložená i v pouzdře nebo v kapse saka. Karta by neměla být příliš ohýbána, takže se nedoporučuje ji nosit např. v kapse kalhot. Čtečky jsou umístěny na všech turniketech při vstupu do metra a RER, na nástupištích linek Transilien a rovněž v každém autobusu a tramvaji. Tyto čtečky vybavené anténami jsou mnohem méně nákladné na provoz, než čtečky pro kupóny Carte Orange s magnetickým páskem, které musely být vybaveny hnacím motorem.
Permanentky je možné dobíjet na přepážkách dopravců, na prodejních automatech i na zvláštních automatech určených pouze pro passe Navigo instalovaných postupně od roku 2005. Zhruba 1500 obchodů rovněž nabízí dobíjení karet a také některé banky nabízejí dobíjení karty ve svých bankomatech.
Po přiložení karty se rozsvítí zelená šipka (>>>>), doprovázená pípnutím, což znamená, že cestující může projít. Pokud se rozsvítí červený křížek (X) doprovázený hlasitějším pípnutím, karta není platná a pasažér nemůže vstoupit do vozu, případně se turniket neotevře. Na displeji se objeví chybové hlášení. Např. Abonnement hors zone de validité (Předplatné mimo platné pásmo), Abonnement expiré (Předplatné vypršelo), Début d'abonnement le... (Začátek předplatného od...), Passe déjà validé (Passe již platný), Fin d'abonnement le... (Konec předplatného ...), Passe sans contrat (Passe bez smlouvy), Pas de titre chargé (Nenabito), Passe en opposition (Passe zablokovaný), Passe non reconnu (Pass nebyl rozpoznán).
Kontrola je prováděna vždy při vstupu do sítě metra a RER (zde navíc i při výstupu) a při vstupu do každého autobusu nebo tramvaje.
Všechny druhy Navigo lze použít v systému půjčovny kol Vélib'. Na kartu je možné nahrát předplatné a s její pomocí pak odemykat kola u stojanů. Systém Vélib' nemá přístup k osobním údajům předplatitelů, které shromažďuje RATP.

## Problém s uchováváním osobních dat uživatelů
Na rozdíl od předchozí Carte Orange, kde se jméno a adresa vypisovaly pouze na kartu, kterou nosil uživatel u sebe, jsou tato data uložena v centrální databázi.
Například RATP používá tyto informace pro boj proti padělání a duplikátům ztracených nebo odcizených karet. Nicméně proti tomu vystoupilo sdružení na ochranu spotřebitelů, neboť na serveru byly shromažďovány informace o veškerých cestách předplatitelů. V roce 2001 RATP obdržel cenu Big Brother Awards France od mezinárodní asociace Privacy International. V následujícím roce provedl šetření francouzský úřad na ochranu dat (Commission nationale de l'informatique et des libertés), na jehož základě byl STIF nucen zavést anonymní kartu, která je v systému zaznamenána jen číslem, nikoliv jménem jeho majitele. Tím vznikl passe Navigo Découverte. Navíc osobní údaje o uživatelích musejí být po dvou dnech ze serveru vymazány.